# Arnd Schmitt
Arnd Rüdiger Schmitt (Heidenheim an der Brenz, 13 luglio 1965) è un ex schermidore tedesco, vincitore di una medaglia d'oro ed una d'argento nella scherma ai giochi olimpici.

## Palmarès
In carriera ha conseguito i seguenti risultati:
- Giochi olimpici

Seul 1988: oro nella spada individuale ed argento a squadre (per la  Germania Ovest).
Barcellona 1992: oro nella spada a squadre.
- Mondiali di scherma

Barcellona 1985: oro nella spada a squadre (per la  Germania Ovest).
Sofia 1986: oro nella spada a squadre (per la  Germania Ovest).
Losanna 1987: argento nella spada a squadre (per la  Germania Ovest).
Lione 1990: bronzo nella spada individuale (per la  Germania Ovest).
Budapest 1991: bronzo nella spada a squadre.
Essen 1993: argento nella spada individuale e bronzo a squadre.
Atene 1994: argento nella spada a squadre e bronzo individuale.
L'Aia 1995: oro nella spada a squadre.
Città del Capo 1997: argento nella spada a squadre.
Seul 1999: oro nella spada individuale ed argento a squadre.
- Europei di scherma

Cracovia 1994: argento nella spada individuale.
Keszthely 1995: oro nella spada individuale.
Bolzano 1999: bronzo nella spada a squadre.